# M727
Das M727 (alternative Bezeichnung SP-Hawk) ist ein in den 1960er-Jahren in den Vereinigten Staaten entwickeltes Transport- und Startfahrzeug für Flugabwehrraketen des Typs MIM-23 HAWK. Es wurde vom Transportfahrzeug M548 abgeleitet.

## Entwicklung
Der M727 ist ein ungepanzertes Kettenfahrzeug zum Transport des Lenkflugkörpersystems MIM-23 HAWK. Der M727 wurde vom Nachschubtransportpanzer M548 abgeleitet, der seinerseits eine modifizierte Version des M113 ist. Entwickelt wurde das Fahrzeug im Jahr 1969, um die Geländegängigkeit des Flugabwehrraketensystems umfassend zu gewährleisten.
Der M727 konnte bis zu drei Hawk-Raketen von seinem im hinteren Teil montierten Drehturm aus abfeuern. Die Rückseite der Kabine und der Motorraum waren mit einem Explosions- und Brandschutz versehen. Das Fahrzeug hatte eine Ladekapazität von sieben Tonnen für den Transport der Raketen und einen 60-kW-Generator, der für den Antrieb des Raketensystems benötigt wurde.
Das SP-Hawk-Projekt wurde allerdings bereits im August 1971 eingestellt, ein flächendeckender Einsatz in anderen Streitkräften oder eine Serienproduktion erfolgten nicht.